# Cosmopolitisme

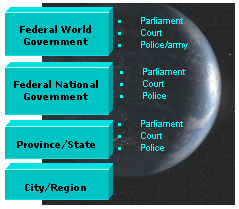
Cosmopolitisme, del grec cosmos Κόσμος (l'Univers) i polis Πόλις (ciutat), és un concepte que excedeix la idea d'un govern mundial

El cosmopolitisme és la ideologia que postula que tots els éssers humans pertanyen a una sola comunitat, basada en una moral compartida. Una persona que s'adhereix a la idea del cosmopolitisme en qualsevol de les seves formes es diu cosmopolita.
Una comunitat cosmopolita podria basar-se en una moral inclusiva, una relació econòmica compartida o una estructura política que abasti a diferents nacions. En una comunitat cosmopolita, individus de diferents llocs (per exemple, nacions-Estats) formen relacions de respecte mutu. Com a exemple, Kwame Anthony Appiah suggereix la possibilitat d'una comunitat cosmopolita en la qual individus de diferents ubicacions (físiques, econòmiques, etc.) entren en relacions de respecte mutu malgrat les seves diferents creences (religioses, polítiques, etc).
Diverses ciutats i llocs, passats o presents, han estat o són identificats com a "cosmopolites"; això no significa necessàriament que tots o la majoria dels seus habitants abracin conscientment la filosofia anterior. Per contra, els llocs es poden anomenar "cosmopolites" simplement perquè persones de diversos orígens ètnics, culturals i/o religiosos viuen en proximitat i interactuen entre si.
En origen, el cosmopolitisme suggereix l'establiment d'una cosmo polis o "estat mundial" que abastaria a tota la humanitat. El cosmopolitisme ha vingut a representar la pau i l'harmonia entre les nacions, fundada en la comprensió, la tolerància i la interdependència.

## Etimologia
La paraula deriva del grec antic κοσμοπολίτης kosmopolítes ‘ciutadà del món’, un compost de κόσμος kósmos ‘món’ i πολίτης polítes ‘ciutadà’.

## Definicions
Les definicions de cosmopolitisme generalment comencen amb l'etimologia grega de "ciutadà del món". No obstant això, com assenyala Appiah, "món" en el sentit original significava "cosmos" o "univers", no la terra o el globus com l'ús actual assumeix. Una definició que maneja aquest tema es dona en un llibre recent sobre globalització política, per part de l'acadèmic Paul James:
| « | El cosmopolitisme pot definir-se com una política global que, en primer lloc, projecta una socialitat de compromís polític comú entre tots els éssers humans a tot el món i, en segon lloc, suggereix que aquesta socialitat ha de privilegiar-se ètica o organitzacionalment sobre altres formes de sociabilitat. | » |

## Filosofia
El cosmopolitisme es remunta a Diògenes de Sinope (412 aC), el pare fundador de l'escola cínica en l'antiga Grècia. Sobre Diògenes es deia: "Quan se li va preguntar d'on venia, va respondre: 'Sóc ciutadà del món (kosmopolitês)'". En l'antiga Grècia, la base més àmplia de la identitat social en aquest moment era la ciutat-estat individual o els grecs (hel·lens) com a grup. Els estoics, que més tard van prendre la idea de Diògenes i la van continuar desenvolupant, típicament van emfatitzar que cada ésser humà "habita en […] dues comunitats: la comunitat local del nostre naixement i la comunitat de la discussió humana i l'aspiració". Una forma comuna d'entendre el cosmopolitisme estoic és a través del model d'identitat de cercle de Hièrocles que estableix que hem de considerar-nos cercles concèntrics, el primer entorn del jo, la família propera immediata, la família extensa, el grup local, ciutadans, compatriotes, humanitat. Dins d'aquests cercles, els éssers humans senten un sentit de "afinitat" o "afecte" cap als altres, que els estoics denominen Oikeiôsis. La tasca dels ciutadans del món es converteix llavors a "dibuixar cercles d'alguna manera cap al centre, fent que tots els éssers humans se semblin més als nostres companys habitants de la ciutat, i així successivament".
En el seu assaig de 1795 Sobre la pau perpètua, Immanuel Kant escenifica un ius cosmopoliticum (llei/dret cosmopolita) com un principi rector per protegir a les persones de la guerra, i fonamenta moralment aquest dret cosmopolita segons el principi de l'hospitalitat universal. Kant va afirmar que l'expansió de l'hospitalitat pel que fa al "ús del dret a la superfície de la terra que pertany a la raça humana en comú, finalment aproparia a la raça humana a una constitució cosmopolita".
Els conceptes filosòfics de Emmanuel Levinas, sobre la ètica, i Jacques Derrida, sobre l'hospitalitat, proporcionen un marc teòric per a les relacions entre les persones en les seves vides quotidianes i a part de qualsevol forma de lleis o codis escrits. Per Levinas, la base de l'ètica consisteix en l'obligació de respondre a l'Altre. A Ser per a l'Altre, escriu que no existeix una "llei moral universal", solament el sentit de responsabilitat (bondat, misericòrdia, caritat) que provoca l'Altre, en un estat de vulnerabilitat. La proximitat de l'Un altre és una part important del concepte de Levinas: la cara de l'Un altre és el que impulsa la resposta.
Per Derrida, la base de l'ètica és l'hospitalitat, la disposició i la inclinació per rebre a l'Altre en la llar. L'ètica, afirma, és hospitalitat. L'hospitalitat pura i incondicional és un desig que subratlla l'hospitalitat condicional necessària en les nostres relacions amb els altres. Les teories d'ètica i hospitalitat de Levinas i Derrida ofereixen la possibilitat d'una acceptació de l'Altre com a diferent però d'igual rang. L'aïllament no és una alternativa factible al món, per tant, és important considerar la millor manera d'abordar aquestes interaccions, i determinar què està en joc per a nosaltres i els altres: quines condicions d'hospitalitat imposar, i si tenim o no respost a la trucada de l'Altre. A més, ambdues teories revelen la importància de considerar la millor manera d'interactuar amb l'Altre i els altres, i el que està en joc.
Derrida en una entrevista amb Bennington (1997) va resumir el "cosmopolitisme":
| « | Existeix una tradició de cosmopolitisme, i si tinguéssim temps podríem estudiar aquesta tradició, que ens ve de, d'una banda, el pensament grec amb els estoics, que tenen un concepte del "ciutadà del món". També té a Sant Pau en la tradició cristiana, també un cert anomenat per a un ciutadà del món com, precisament, un germà. Sant Pau diu que tots som germans, que som fills de Déu, per la qual cosa no som estrangers, pertanyem al món com a ciutadans del món; i és aquesta tradició la que podríem seguir fins a Kant, per exemple, en el concepte de la qual de cosmopolitisme trobem les condicions per a l'hospitalitat. Però en el concepte del cosmopolític en Kant hi ha una sèrie de condicions: en primer lloc, deu, per descomptat, donar-li la benvinguda a l'estrany, a l'estranger, en la mesura en què sigui ciutadà d'un altre país, que li concedeixi el dret visitar i no quedar-se, i hi ha diverses altres condicions que no puc resumir aquí ràpidament, però aquest concepte del cosmopolític és molt nou, molt digne de respecte (i crec que el cosmopolitisme és alguna cosa molt bé), és un concepte molt limitat. | » |

Un altre estat de cosmopolitisme va ocórrer després de la Segona Guerra Mundial. Com a reacció al Holocaust i altres massacres, el concepte de crims contra la humanitat es va convertir en una categoria generalment acceptada en el dret internacional. Això mostra clarament l'aparença i acceptació d'una noció de responsabilitat individual que es considera existeix per a tota la humanitat.
Els cosmopolites filosòfics són moralistes universalistes: creuen que tots els humans, i no merament compatriotes o conciutadans, estan sota els mateixos estàndards morals. Els límits entre nacions, estats, cultures o societats són, per tant, moralment irrellevants. Un exemple àmpliament citat d'un cosmopolita contemporani és Kwame Anthony Appiah.
Alguns filòsofs i erudits sostenen que les condicions objectives i subjectives que sorgeixen al moment històric únic d'avui, una fase planetària emergent de la civilització, crea un potencial latent per al sorgiment d'una identitat cosmopolita com a ciutadans globals i la possible formació d'un moviment ciutadà global. Aquestes condicions objectives i subjectives emergents en la fase planetària inclouen telecomunicacions millorades i accessibles; viatges espacials i les primeres imatges del nostre fràgil planeta surant en la immensitat de l'espai; l'aparició de l'escalfament global i altres amenaces ecològiques a la nostra existència col·lectiva; noves institucions globals com les Nacions Unides, l'Organització Mundial del Comerç o la Cort Penal Internacional; l'auge de les empreses transnacionals i la integració dels mercats sovint denominat globalització econòmica; el sorgiment de ONG globals i moviments socials transnacionals, com el Fòrum Social Mundial; i així. La globalització, un terme més comú, en general es refereix més estretament a les relacions econòmiques i comercials i pansa per alt les transicions culturals, socials, polítiques, ambientals, demogràfiques, de valors i de coneixement més àmplies que tenen lloc.

## El socialisme científic i el cosmopolitisme

Emblema del PCUS

Pel socialisme científic, el cosmopolitisme és una ideologia imperialista que soscava la sobirania de les nacions. El fet de negar el sentit nacional, menysprea la necessitat de sobirania que tenen les nacions oprimides pel colonialisme o neocolonialisme. El socialisme contraposa el cosmopolitisme (negació de les nacions) al internacionalisme (fraternitat entre les nacions).
El Diccionari de filosofia de Frolov de 1984, amb vista a la doctrina del XXV Congrés del PCUS, així defineix al Cosmopolitisme: "(grec kosmopolites: ciutadà del món.) Teoria burgesa que crida a renunciar als sentiments patriòtics, a la cultura i a les tradicions nacionals en honor de la “unitat del gènere humà”. En la forma en què es predica avui pels ideòlegs burgesos, el cosmopolitisme expressa l'aspiració de l'imperialisme al domini mundial. La propaganda del cosmopolitisme (idea de la creació del govern mundial i unes altres) afebleix la lluita dels pobles per la independència nacional i la sobirania estatal. El cosmopolitisme és incompatible amb el internacionalisme".